# Henryk Zemanek
Henryk Józef Zemanek (ur. 15 stycznia 1872 w Krakowie, zm. 30 maja 1936 w Toruniu) – generał dywizji Wojska Polskiego.

## Życiorys
Kształcił się w Krakowie. Ukończył Szkołę Kadetów Piechoty w Łobzowie, oraz Wojskową  Akademię Techniczną w Wiedniu. W 1893 roku podporucznik i oficer zawodowy cesarskiej i królewskiej armii. Przeszedł kolejne szczeble dowódcze w jednostkach austriackiej. Na pułkownika Sztabu Generalnego został awansowany ze starszeństwem z 1 września 1915 roku. Dowodził pułkiem.
1 czerwca 1919 roku przyjęty został do Wojska Polskiego i wyznaczony na stanowisko szefa Instytutu Wojskowo-Geograficznego. 23 stycznia 1920 roku Naczelnik Państwa i Naczelny Wódz zwolnił go ze stanowiska szefa Instytutu i mianował na to stanowisko pułkownika Bolesława Jaźwińskiego. Podczas wojny z bolszewikami był kwatermistrzem 6 Armii. Na tym stanowisku 30 lipca 1920 roku został zatwierdzony z dniem 1 kwietnia 1920 roku w stopniu generała podporucznika, „w grupie oficerów byłej armii austriacko-węgierskiej”.
21 listopada 1920 roku został komendantem miasta Bydgoszcz i członkiem Komisji Regulaminowej. 3 maja 1922 roku zweryfikowany został w stopniu generała brygady ze starszeństwem z dniem 1 czerwca 1919 roku i 7. lokatą w korpusie generałów. 2 lipca 1922 Józef Piłsudski mianował go komendantem Obozu Warownego „Toruń”. 7 listopada 1922 roku wyznaczony został na stanowisko zastępcy dowódcy Okręgu Korpusu Nr VIII w Toruniu. 1 grudnia 1924 roku został awansowany na generała dywizji ze starszeństwem z dniem 15 sierpnia 1924 roku i 2. lokatą w korpusie generałów. Z dniem 1 marca 1927 roku został mu udzielony dwumiesięczny urlop z zachowaniem uposażenia, a z dniem 30 kwietnia 1927 roku przeniesiony został w stan spoczynku. Osiadł we Toruniu. Tam 30 maja 1936 roku zmarł.

## Ordery i odznaczenia
- Krzyż Walecznych
- Kawaler Orderu Leopolda z dekoracją wojenną
- Kawaler Orderu Korony Żelaznej z dekoracją wojenną
- Krzyż Zasługi Wojskowej III klasy
- Brązowy Medal Zasługi Wojskowej na wstążce Krzyża Zasługi Wojskowej
- Krzyż za 25-letnią służbę wojskową (niem. Militärdienstzeichen für Offiziere 3. Klasse)
- Brązowy Medal Jubileuszowy Pamiątkowy dla Sił Zbrojnych i Żandarmerii
- Krzyż Jubileuszowy Wojskowy